# Chrono des Nations-Les Herbiers-Vendée féminin 2021
La 34e édition du Chrono des Nations-Les Herbiers-Vendée féminin a eu lieu le 17 octobre 2021. La course fait partie du calendrier international féminin UCI 2021 en catégorie 1.1. Elle est remportée par la Suissesse Marlen Reusser.

## Classements

### Classement final
| \| Classement général \| Classement général \| Classement général \| Classement général \| Classement général \| \| Coureuse \| Coureuse \| Pays \| Équipe \| Temps \| \| ------------------ \| --------------------- \| ------------------ \| ---------------------------------- \| ------------------ \| \| 1re \| Marlen Reusser \| Suisse \| Alé BTC Ljubljana \| 33 min 36 s \| \| 2e \| Anna Kiesenhofer \| Autriche \| Autriche \| + 52 s \| \| 3e \| Mieke Kröger \| Allemagne \| Coop-Hitec Products \| + 52 s \| \| 4e \| Marta Cavalli \| Italie \| FDJ-Nouvelle Aquitaine-Futuroscope \| + 1 min 01 s \| \| 5e \| Vittoria Bussi \| Italie \| \| + 1 min 04 s \| \| 6e \| Marion Borras \| France \| DN Auvergne-Rhône Alpes \| + 1 min 11 s \| \| 7e \| Dana Rožlapa \| Lettonie \| \| + 1 min 14 s \| \| 8e \| Ann-Sophie Duyck \| Belgique \| Belgique \| + 1 min 42 s \| \| 9e \| Federica Piergiovanni \| Italie \| Valcar-Travel & Service \| + 2 min 22 s \| \| 10e \| Coralie Demay \| France \| Stade Rochelais Charente-Maritime \| + 2 min 23 s \| |                       |           |                                    |              |
| |                       |           |                                    |              |
| |                       |           |                                    |              |
| Classement général |                       |           |                                    |              |
| Coureuse | Coureuse              | Pays      | Équipe                             | Temps        |
| 1re | Marlen Reusser        | Suisse    | Alé BTC Ljubljana                  | 33 min 36 s  |
| 2e | Anna Kiesenhofer      | Autriche  | Autriche                           | + 52 s       |
| 3e | Mieke Kröger          | Allemagne | Coop-Hitec Products                | + 52 s       |
| 4e | Marta Cavalli         | Italie    | FDJ-Nouvelle Aquitaine-Futuroscope | + 1 min 01 s |
| 5e | Vittoria Bussi        | Italie    |                                    | + 1 min 04 s |
| 6e | Marion Borras         | France    | DN Auvergne-Rhône Alpes            | + 1 min 11 s |
| 7e | Dana Rožlapa          | Lettonie  |                                    | + 1 min 14 s |
| 8e | Ann-Sophie Duyck      | Belgique  | Belgique                           | + 1 min 42 s |
| 9e | Federica Piergiovanni | Italie    | Valcar-Travel & Service            | + 2 min 22 s |
| 10e | Coralie Demay         | France    | Stade Rochelais Charente-Maritime  | + 2 min 23 s |

### Points UCI
| Position           | 1er | 2e | 3e | 4e | 5e | 6e | 7e | 8e | 9e | 10e | 11e | 12e | 13e à 15e | 16e à 25e |
| Classement général | 125 | 85 | 70 | 60 | 50 | 40 | 35 | 30 | 25 | 20  | 15  | 10  | 5         | 3         |